# Alisa Melekhina
Alisa Melekhina (née le 26 juin 1991 à Simferopol, en URSS) est une joueuse d'échecs américaine.
Elle termine régulièrement dans le haut du classement des diverses compétitions qu'elle joue : championnat des États-Unis d'échecs féminin,, championnats de jeunes et elle est diplômée en droit à 22 ans.

## Jeunesse
Alisa Melekhina est née à Simferopol en 1991. Ses parents émigrent aux États-Unis alors qu'elle n'a que deux mois pour s'installer à Brooklyn, un arrondissement de New York. Son père, dentiste, doit y obtenir une accréditation d'exercer sa profession. Une fois celle-ci obtenu, la famille déménage à Philadelphie, cinq ans plus tard. Alisa Melekhina passe toute son enfance dans cette ville. C'est son père qui lui apprend à jouer aux échecs quand elle a cinq ans. 
Alisa Melekhina suit également des cours de ballet suivant la méthode Vaganova à partir de sept ans et apprend à danser sur pointes notamment. Au même âge, elle participe à son premier tournoi d'échecs de jeunes.
A l'âge de huit ans, elle publie « La Princesse-grenouille », une traduction d'un conte de fées russe populaire, qu'elle a commencé à écrire à l'âge de six ans. 
Quelques années plus tard, Katherine Neville, écrivain américaine, mentionne Alisa Melekhina dans une interview au New York Times. Elle indique s'être inspirée d'elle lors de l'écriture de son roman Le Huit, alors qu'elle a douze ans : « Acknowledgments: "Alisa Melekhina (twelve years old at the time), who helped give me rare insight into a child chess competitor's perspective on what it feels like to play international competition chess." ».

## Carrière professionnelle
Alisa Melekhina est diplômée de l'université Drexel avec un diplôme en philosophie qu'elle valide en deux ans, à l'âge de 19 ans. Elle entre ensuite à la faculté de droit de l'Université de Pennsylvanie en 2011 à 20 ans, étant la plus jeune de sa classe. Pendant ses études en droit, elle crée l'Association des étudiants en droit d'Europe de l'Est (EELSA). Elle crée aussi SubLite, un portail pour les sous-locations et les stages d'été pour étudiants . Après avoir obtenu son diplôme en droit, Alisa Melekhina devient avocate spécialisée en propriété intellectuelle et entre chez Delevoise & Plimpton LLP à New York.

## Succès échiquéens
Parmi les principales réalisations échiquéennes d'Alisa Melekhina, on peut noter les fait suivants :
- Elle termine dans le top 10 aux championnats du monde d'échecs de la jeunesse et aux championnats du monde junior (moins de 20 ans).
- Elle gagne la médaille d'or de la meilleure performance individuelle au quatrième échiquier lors des championnats du monde par équipe qui se tiennent à Ningbo, en Chine, en 2009[14]
- Elle termine troisième lors du championnat d'échecs des États-Unis féminin qui se déroulent à Saint-Louis en 2009, âgée d'alors seulement 18 ans[2]
- Elle termine à égalité à la troisième place lors de l'Annual World Open - U2400 Section qui se tient en 2010[15]
- Elle est la première championne d'échecs de l'État de Pennsylvanie[16]
- Elle obtient le titre de maître FIDE en 2011, qu'elle préfère au titre de maître international féminin (MIF)[17]

## Parties remarquables
- Alisa Melekhina remporte un prix de la meilleure partie pour sa victoire face au grand-maître international féminin Tatev Abrahamyan lors du championnat d'échecs féminin en 2009. Elle joue avec les Noirs dans une partie italienne[18]
- Sa victoire avec les Noirs face à l'une des meilleures joueuses chinoises après une attaque Trompowsky est présentée dans la version imprimée du New York Times[14]
- Elle bat le GMI Alexander Shabalov avec une miniature dans une sicilienne avec c3 en 2011[19]
- En décembre 2011, elle bat la championne des États-Unis Irina Krush avec les Noirs en jouant une ligne rare avec Fg4 sur la défense est-indienne[6]
- Dans une autre sicilienne, Alisa Melekhina remporte la partie en sacrifiant un fou et une tour pour obtenir une attaque de mat, forçant son adversaire à sacrifier sa dame[20]
- Alisa Melekhina joue le Gambit Blumenfeld contre Irina Krush lors de la sixième ronde du championnat d'échecs des États-Unis féminin en 2014, menant à un match nul avec plusieurs sacrifices[21]

## Vidéos et publications échiquéennes
Alisa Melekhina est créatrice de contenu pour les sites d'échecs onlinechesslessons.net et chess.com. Ses vidéos pédagogiques incluent des sujets sur la sicilienne avec c3, la variante d'avance de la défense française, la défense est-indienne, les finales, le pouvoir des tours doublées et la façon de battre les ouvertures permettant d'annuler facilement. Sa célèbre vidéo sur « Comment gagner dans la sicilienne avec c3 en 21 mouvements ou moins », mettant en scène sa victoire sur GMI Shabalov, a reçu plus de 160 000 visites sur YouTube. Avant de commencer la faculté de droit, elle a co-écrit un article de journal sur la question de savoir si le jeu d'échecs peut être protégé par le droit d'auteur.
Alisa Melekhina fait la couverture de l'édition d'avril 2015 du magazine Chess Life.

## Titres internationaux
Alisa Melekhina obtient le titre de maître international féminin en 2008.
Elle réalise une norme de maître international (MI) lors du Chicago North American Invitational RR series en 2009, et obtient le titre en 2011.